# Tōmei Datta Sekai
Tōmei Datta Sekai (透明だった世界?) è un brano musicale interpretato dal cantautore giapponese Motohiro Hata, pubblicato l'11 agosto 2010 come suo decimo singolo. Il brano è stato utilizzato come settima sigla di apertura degli episodi dal 154 al 179 dell'anime Naruto Shippuden. Il singolo è arrivato alla tredicesima posizione della classifica Oricon dei singoli più venduti in Giappone, vendendo 17 294 copie.

## Tracce
CD singolo AUCL-42
1. Toumei Datta Sekai (透明だった世界)
2. 29 Bansen (29番線)
3. Tama ni wa Machi ni Dete Miyou (たまには街に出てみよう)
4. Toumei Datta Sekai <Backing Track> (透明だった世界)

Durata totale: 16:49

## Classifiche
| Classifica (2009) | Posizione massima |
| ----------------- | ----------------- |
| Giappone (Oricon) | 13                |